# Dolmen de Dalí
El conjunto escultórico monumental «Dolmen de Dalí» se encuentra situado en la Plaza de Felipe II de Madrid (España). Consta de un dolmen y una escultura en bronce, obras ambas de Salvador Dalí. Inaugurado en 1986, desde 2010 es un bien inmueble de interés patrimonial de la Comunidad de Madrid.

## Historia
El origen del conjunto está en la campaña de difusión cultural que, bajo el nombre «¡Viva la Gala!» (en homenaje a Gala, la esposa de Salvador Dalí, fallecida tres años antes), se desarrolló en Madrid durante la primavera de 1985. El Ayuntamiento de Madrid, presidido por Enrique Tierno Galván, decidió dedicar a Dalí un espacio en la ciudad situado al término de la avenida de Felipe II, que se estaba peatonalizando, frente al Palacio de los Deportes, y que el artista catalán creara una obra para el mismo. De esa forma, el 25 de julio de 1985 se llevó a cabo una primera reunión en Figueras entre Salvador Dalí y dos representantes del Ayuntamiento, en la que el pintor expuso «los elementos que deberían constituir el conjunto monumental denominado El Dolmen de Dalí», estableciéndose más precisiones en una nueva reunión celebrada el 2 de octubre del mismo año. Al término de ambas reuniones, Dalí dio su aprobación firmando dos bocetos realizados por uno de los representantes. Finalmente, el 12 de noviembre de 1985 se firmó en Figueras un acuerdo entre el alcalde de Madrid y el artista, en el que este dio su consentimiento al proyecto: «Dicha plaza adoptará el nombre de plaza de Salvador Dalí y en ella se erigirá un conjunto monumental denominado "El Dolmen de Dalí", que consistirá en un grupo formado por dos elementos: un dolmen de piedra y una escultura de bronce sobre pedestal». Además, se estableció una serie de estipulaciones en las que se determinan los elementos que habían de formar parte del conjunto, materiales, medidas, ubicación, etc. 
Con la misma fecha se firmó otro acuerdo entre el Ayuntamiento de Madrid y la Sociedad Ararte, propietaria de los derechos de imagen y reproducción de «El dolmen de Dalí», en la que se acordaron aspectos económicos y financieros del proyecto. La erección el conjunto escultórico monumental, compuesto de un dolmen y una escultura sobre pedestal, fue obra de un equipo de la Gerencia de Urbanismo de la capital dirigido por el arquitecto municipal Alfonso Güemes. Fue inaugurado el 17 de julio de 1986, con la presencia de Juan Barranco, alcalde de Madrid, que leyó un telegrama de Salvador Dalí. La misiva terminaba «¡Vivan los madrileños!».

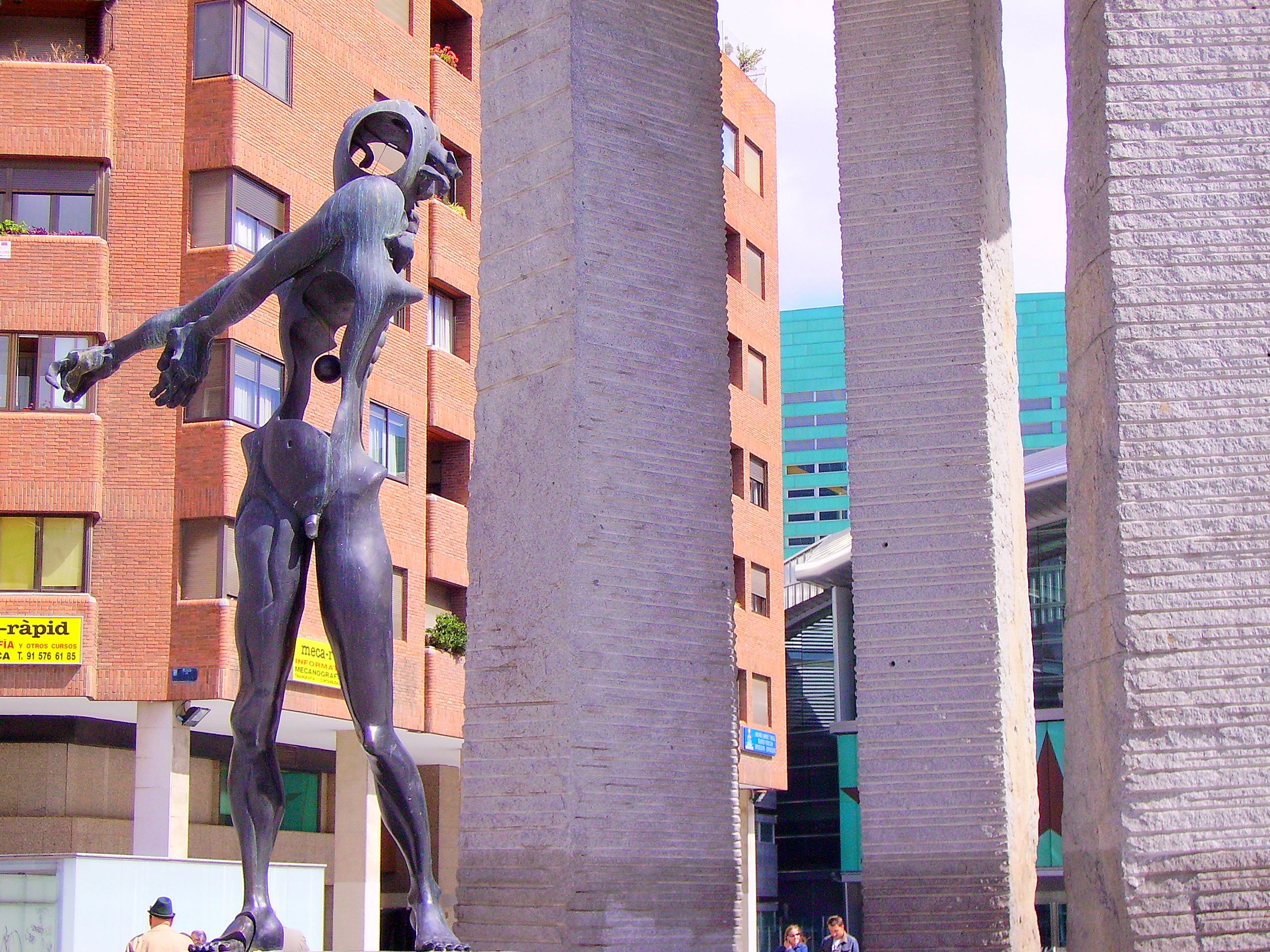
La estatua de Isaac Newton y los pilares del dolmen.

En septiembre de 2002, tras el incendio del Palacio de los Deportes, el alcalde José María Álvarez del Manzano encargó un proyecto de reforma de la plaza al arquitecto Patxi Mangado, que contemplaba la sustitución del pavimento original, la eliminación del pedestal, el traslado del dolmen al parque de la Fuente del Berro y el desplazamiento de la escultura de Newton hacia el oeste, con lo que se modificaba completamente el proyecto original auspiciado por el artista catalán. Las obras comenzaron en 2003, pero la oposición vecinal logró frustrar el propósito del ayuntamiento, sin que pudiera impedirse, sin embargo, la sustitución durante la reforma de la plaza, que terminó en 2005, del pavimento original, que quedó guardado en los almacenes municipales.
En 2009, los tribunales dieron parcialmente la razón a los vecinos, al calificar el Dolmen de Dalí como bien inmueble (y no mueble, como pretendía la Comunidad de Madrid, con lo que se impedía su reubicación) y ordenar a la Comunidad de Madrid que definiera un entorno de protección asociado al bien. No se ordenó, sin embargo, reponer el pavimento original. Con el objeto de cumplir la sentencia, las asociaciones vecinales siguieron pidiendo la declaración del Dolmen de Dalí como bien de interés cultural. En 2010, la Comunidad de Madrid le dio la calificación de bien inmueble de interés patrimonial de la Comunidad de Madrid.

## Descripción
El conjunto está formado por una tabla de piedra sobre tres pilares de granito, y una escultura de una figura masculina, en bronce, situada sobre un pedestal de granito negro. Se construyó siguiendo las directrices de Salvador Dalí, el cual dio su conformidad con el proyecto. El diseño original incluía también el pavimento de la plaza, que dibujaba un Cristo crucificado, y que fue reemplazado por uno liso en 2003.
Según Alfonso Güemes, el propósito de Dalí era «erigir un monumento a la ciencia y a la técnica como expresión de los máximos logros de la Humanidad». Para ello, eligió un dolmen, por ser este la primera expresión constructiva de la humanidad, y la figura de Isaac Newton para simbolizar la ciencia.
El dolmen, construido en granito según las muestras aceptadas por el autor y con una altura de 13,13 metros «exactamente», está formado por una tabla de piedra de forma oblonga, colocada horizontalmente sobre tres pilares de granito con forma de paralelepídedo irregular. Los pilares proceden de cantera y fueron tallados, en tanto que la tabla superior es una roca natural. En tres de sus caras y a lo largo de parte de su superficie, los tres pilares presentan incisiones a modo de estrías horizontales. La tabla oblonga del dolmen es una piedra de granito cuyas tonalidades son más terrosas que el gris de los pilares, creando contrastes de color. Bajo el dolmen se encontraba una pequeña losa redonda de piedra que era el origen del diseño del enlosado. En la losa está grabada la firma del artista. La ubicación del dolmen se hizo de forma que su centro de gravedad se encontrase sobre la intersección de la entonces avenida de Felipe II con la calle de Antonia Mercé. El plano de la zona tenía forma de tridente.

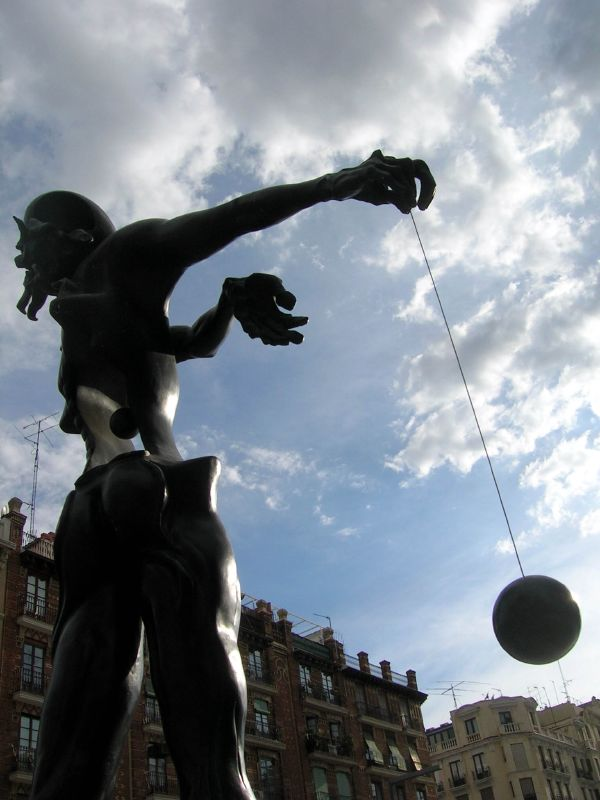
Escultura de Isaac Newton perteneciente al conjunto «El Dolmen de Dalí».

La escultura representa una figura masculina realizada en bronce patinado en negro, que se asienta sobre un pedestal cúbico de granito negro pulido. El modelo elegido por Dalí para la figura consistió en una adaptación de la escultura realizada en 1969 titulada Homenaje a Newton, a su vez basada en una pequeña imagen representada en la obra pictórica Fosfene de Laporte, de 1932. La figura masculina presenta el cuerpo en actitud de movimiento, representado por su tensión en las piernas y su pie izquierdo levantado por la zona posterior del talón, apoyando todo su peso sobre el pie derecho, que se muestra seccionado en tres fragmentos; junto a él, otro fragmento de dedo suelto. La parte del cuerpo por encima de su cintura está horadada, creando un espacio vacío del cual pende en su interior una esfera. En la parte posterior se diseña una cadena de pequeñas bolas semejando una columna vertebral. La cabeza de la escultura está también horadada en la zona del rostro y muestra una leve cabellera movida por el viento. Los brazos se extienden hacia su derecha, forzando su brazo izquierdo hasta situarlos en paralelo. De su brazo derecho cuelga una esfera suspendida de un fino hilo, la cual originalmente estaba realizada en granito negro, según se estipulaba en el acuerdo entre Salvador Dalí y el Ayuntamiento, con fecha 12 de noviembre de 1985.
La figura descansa sobre una peana de bronce unida a ella, en cuyo frente y en el centro se localiza la firma del autor «Dalí», en relieve, y en el extremo izquierdo un pequeño sello con la marca «CAPA», del taller de fundición Eduardo Capa. Este taller de fundición fue el encargado de ejecutar la obra, llevando a cabo un primer modelo sobre el cual Dalí efectuó las modificaciones oportunas. Después, el taller realizó varias reproducciones, algunas de las cuales se encuentran actualmente expuestas en varios países.
La escultura se asienta sobre un pedestal de granito negro pulido. En cada una de sus cuatro caras se encuentra una letra labrada componiendo el nombre de GALA.